# Henry Immelman

a Compétitions nationales et continentales officielles uniquement.

Dernière mise à jour le 13 janvier 2024.
Henry Immelman, né le 26 mai 1995 à Upington (Afrique du Sud), est un joueur sud-africain de rugby à XV. Polyvalent, il peut jouer aux postes d'arrière, de centre, d'ailier ou de demi d'ouverture. Depuis 2023, il évolue avec les Bulls.

## Biographie
Natif d'Upington, Henry Immelman se fait remarquer en disputant la Varsity Cup, le championnat universitaire sud-africain avec l'équipe universitaire du Grey College. Puis il dispute cette compétition avec l'équipe du Central University of Technology (Cut), basée à Bloemfontein. Parallèlement, il rejoint en 2015, l'équipe professionnelle des Free State Cheetahs.
Durant l'été 2016, Henry Immelman rejoint le Montpellier HR. Joueur polyvalent, il fait ses débuts en Top 14 le 25 septembre 2016, en remplaçant Alexandre Dumoulin en seconde mi-temps d'un match contre Brive.
Durant la saison 2017-2018, il atteint la finale du Championnat de France. Enfinale, face au Castres olympique, il n'est pas titulaire et débute la rencontre sur le banc des remplaçants. Il entre en jeu à la 62e minute à la place de Jesse Mogg, mais son équipe s'incline 13 à 29,.
En 2021, après cinq ans passés à Montpellier, il quitte la France pour l'Écosse et s'engage à Édimbourg.
À la fin de la saison 2022-2023, âgé de 27 ans, il retourne de son pays natal et rejoint les Bulls,.

## Palmarès
- Montpellier HR
  - Finaliste du Championnat de France en 2018.
- Bulls
  - Finaliste du United Rugby Championship en 2025.